# Idovačko jezero
Idovačko jezero nalazi se u Bosni i Hercegovini i smešteno je u podnožju Idovca, najvišeg vrha planine Raduše. Nadmorska visina jezera je 1.830 metara, dužina jezera je oko 80 metara, širina oko 70 metara, a dubina oko 1,5 metar.